# Heinz Decker (Nematologe)
Heinz Decker (* 17. Januar 1928 in Runkel; † 10. August 2014) war ein deutscher Nematologe und Hochschullehrer.

## Leben und Wirken
Nach dem Besuch der Volksschule in Bad Doberan nahm Decker 1942 eine Landwirtschaftslehre auf. Nach Ende des Zweiten Weltkrieges kam er für fünf Jahre in ein sowjetisches NKWD-Speziallager. Nach seiner Entlassung 1950 besuchte er zunächst die Fachschule für Landwirtschaft in Bad Doberan und nahm 1951 ein Landwirtschaftsstudium an der Universität Rostock auf, das er 1954 als Diplom-Landwirt abschloss. Danach war er als Aspirant, 1958 als wissenschaftlicher Assistent und ab 1960 als Oberassistent am Institut für Phytopathologie und Pflanzenschutz der Universität Rostock tätig. 1958 promovierte er zum Dr. agr. und habilitierte sich 1964 zum Dr. agr. habil. Er wurde Mitglied der SED.
1964 erfolgte die Berufung zum Dozenten für Nematologie an der Universität Rostock, wo er 1970 zum außerordentlichen Professor ernannt wurde. Sein Lehr- und Forschungsgebiet war die Phytomedizin. 1993 trat er in den Ruhestand.

## Schriften (Auswahl)
- Pflanzenparasitäre Nematoden und ihre Bekämpfung. VEB Deutscher Landwirtschaftsverlag Berlin 1963.
- Phytonematologie – Biologie und Bekämpfung pflanzenparasitärer Nematoden. VEB Deutscher Landwirtschaftsverlag Berlin 1969., 526 S. (russ. Ausgabe 1972 im Verlag Kolos Moskva, engl. Ausgabe 1981 im Verlag)
- (mit R. Fritzsche, W. Lehmann, E. Karl, K. Geißler): Resistenz von Kulturpflanzen gegen tierische Schaderreger. VEB Gustav Fischer Verlag Jena 1988.
- (mit R. Fritzsche): Resistenz von Kulturpflanzen gegen Nematoden. Akademie-Verlag Berlin 1991.